# Scilla lochiae
Scilla lochiae là một loài thực vật có hoa trong họ Măng tây. Loài này được (Meikle) Speta miêu tả khoa học đầu tiên năm 1974.